# Бизоза, Парфе
Парфе́ Бизо́за (норв. Parfait Bizoza; родился 3 марта 1999) — норвежский и бурундийский футболист, опорный полузащитник клуба «Веннсюссель».

## Карьера

### Клубная
Является воспитанником клуба «Равн». На молодёжном уровне также выступал за «Олесунн» и «Херд».
25 марта 2020 года подписал контракт с клубом «Олесунн», который рассчитан до конца 2022 года. 1 июля 2020 года в матче против «Мьёндален» (1:3), дебютировал за клуб.
19 февраля 2021 года подписал контракт на 3,5 года с российским клубом «Уфа». Дебютировал 3 марта в матче 1/8 финала Кубка России против «Урала», проведя на поле 79 минут и был заменён. 7 марта в матче 21-го тура чемпионата против «Урала» заработал первую красную карточку в карьере, удалившись уже на 14-й минуте.

### Сборная
В конце 2019 года впервые был вызван в основную сборную Бурунди на игры отборочного турнира Кубка африканских наций 2021 против сборных ЦАР (0:2) и Марокко (0:3), но на поле не вышел.

## Статистика
| Выступление      | Выступление      | Выступление      | Лига | Лига | Кубки | Кубки | Еврокубки | Еврокубки | Прочие | Прочие | Итого | Итого |
| Клуб             | Лига             | Сезон            | Игры | Голы | Игры  | Голы  | Игры      | Голы      | Игры   | Голы   | Игры  | Голы  |
| ---------------- | ---------------- | ---------------- | ---- | ---- | ----- | ----- | --------- | --------- | ------ | ------ | ----- | ----- |
| Херд             | 4 дивизион       | 2017             | 22   | 2    | 0     | 0     | —         | —         | —      | —      | 22    | 2     |
| Херд             | Итого            | Итого            | 22   | 2    | 0     | 0     | —         | —         | —      | —      | 22    | 2     |
| Херд             | 3 дивизион       | 2018             | 24   | 13   | 1     | 0     | —         | —         | —      | —      | 25    | 13    |
| Херд             | Итого            | Итого            | 24   | 13   | 1     | 0     | —         | —         | —      | —      | 25    | 13    |
| Рёуфосс          | ОБОС-лига        | 2019             | 27   | 3    | 2     | 2     | —         | —         | —      | —      | 29    | 5     |
| Рёуфосс          | Итого            | Итого            | 27   | 3    | 2     | 2     | —         | —         | —      | —      | 29    | 5     |
| Олесунн          | Элитсерия        | 2020             | 23   | 2    | 0     | 0     | —         | —         | —      | —      | 23    | 2     |
| Олесунн          | Итого            | Итого            | 23   | 2    | 0     | 0     | —         | —         | —      | —      | 23    | 2     |
| Уфа              | Премьер-лига     | 2020/21          | 7    | 0    | 2     | 0     | —         | —         | —      | —      | 9     | 0     |
| Уфа              | Премьер-лига     | 2021/22          | 2    | 0    | 0     | 0     | —         | —         | —      | —      | 2     | 0     |
| Уфа              | Итого            | Итого            | 9    | 0    | 2     | 0     | —         | —         | —      | —      | 11    | 0     |
| Веннсюссель      | Суперлига        | 2021/22          | 11   | 1    | 1     | 0     | —         | —         | —      | —      | 12    | 1     |
| Веннсюссель      | Итого            | Итого            | 11   | 1    | 1     | 0     | —         | —         | —      | —      | 12    | 1     |
| Всего за карьеру | Всего за карьеру | Всего за карьеру | 117  | 21   | 6     | 2     | —         | —         | —      | —      | 123   | 23    |